# Стеженський
Стеженський (рос. Стеженский) — хутір у Алексєєвському районі Волгоградської області Російської Федерації.
Населення становить 370 осіб. Входить до складу муніципального утворення Стеженське сільське поселення.

## Історія
Хутір розташований у межах українського історичного та культурного регіону Жовтий Клин.
Населений пункт заснований 1826 року.
Згідно із законом від 31 грудня 2004 року № 988-ОД органом місцевого самоврядування є Стеженське сільське поселення.

## Населення
| 2010 |
| ---- |
| 370  |